# エリート (漫画)
『エリート』は、原作：平井和正、作画：桑田次郎（現：桑田二郎）によるSF漫画。連載開始は1965年（昭和40年）8月、掲載誌は『週刊少年キング』。

## あらすじ
第1部
太古より人類を見守っていた宇宙生命アルゴールは、「地球人類が宇宙に進出する資格があるか？」を試すために3人の人物を選んで彼らの潜在能力を引き出し、エリートに覚醒させた。1人は日本の中学生、もう1人はアメリカの赤ん坊、そして最後の1人は国際的犯罪者。
エリートとなった犯罪者ダンガーは、世界征服のためにジョン坊やを狙う。ジョンには、他の2人にはない超能力が備わっているからだ。宇宙をも支配しようと企むダンガーに対し、最後のエリート・滝竜太郎が立ち向かう。
「人類は自滅するのか？」の答えは、エリートの手に握られた。
第2部 魔王（エルケーニッヒ）ダンガー
ダンガーが日本に帰還する。日本人は当初、ダンガーを犯罪者として嫌悪していたが、次第に彼のカリスマ性に惹きつけられ、ついには救世主として崇めるようになる。竜太郎は、ダンガーと最後の勝負に出る。

## 登場人物

### エリート（主人公側）
滝竜太郎（たき りゅうたろう）
中学3年。日本人。父親や教師からは竜太と呼ばれる事が多い。
マンガ家を目指す心優しい少年だったが、アルゴールによりエリートとなる。
ジョン・コワルスキー
赤ん坊。ジョン坊やと呼ばれる。アメリカでは「ワンダーベビー」と呼ばれていた。
他の二人と違い、超能力を持っている。超能力は、予知、テレパシー、念力、透視など。
カリスマ的に他人に好かれる能力がある。極悪人ぞろいのダンガーの部下たちでさえ、ジョン坊やを庇護した。
イスマイリ先生を師匠としてからは徐々に描写が減り、第2部には登場しない。

#### 主人公の関係者等
滝夫妻
竜太郎の両親。夫の名は虎太（もしくは虎太郎）。妻の名は不明。
CIAに捕らわれ、洗脳機にかけられる。その結果、廃人となり、精神病院に収容される。
コワルスキー夫妻
ジョンの両親。ダンガーからジョンを逃そうとして、アメリカを脱出する。物語の序盤で死亡。妻の名はアイリン。夫の名は不明。
田中課長（たなか）
警視庁の課長（部署は不明）。8マンの同名人物と酷似しているが、その関係は不明。
ジュディ・ソロモン
竜太郎のガールフレンド。
第1部のラストで、ダンガーによって人格が改変される。第2部で死亡。
ソロモン博士
ジュディの父親。超能力を研究している。
イスマイリ
インド人。イスマイリ先生と呼ばれる。竜太郎はミイラじじいと呼ぶ。
ヨガの行者で超能力を使う。テレパシー、念力、透視など。
謎の存在
名称不明。第2部に登場。ザーニンから竜太郎を救う。
ソロモン邸の地下5kmにある超科学施設。意思はあるが、人間かコンピュータか（あるいは他の存在か）不明。
※ソロモン邸の地下室には、竜太郎の製作したコンピュータがあった。

#### その他
アレン警部
FBIの捜査官。田中課長に協力するが、ダンガーに殺される。ワンダーベビー（ジョン坊や）の事を知っていた。
金田（かねだ）
竜太郎の学校の番長。3度登場する。
最初に登場した時は、コミカルさを備えていた。
2度目の登場の際は、エリートと化した竜太郎が力をコントロールできず、金田の腕の骨を折った。
3度目の登場の際は、複数の部下を連れ竜太郎をリンチにかけた。竜太郎はタック（CIAのスパイ）の監視を気にして反撃をためらった。
雪男
第2部で、その存在がイスマイリ先生から言及される（真偽は不明）。

### CIA
ドランケ大佐
滝竜太郎（エリート）捕獲作戦の責任者。滝夫妻を洗脳機にかけ、廃人にする。悪人だが、後に改心する。
第二部「魔王ダンガー」で、タックと共に竜太郎に協力を申し出るが、エリート同士の全力の戦いにおいては、まきこまれた一般人は悲惨な死の運命しかないと、ジュディの死により思い知らされた竜太郎に拒否される。
タック・ドノバン
腕利きの工作員。格闘技など、実戦に秀でている。タイガーをパートナーにしている。
滝夫妻が廃人になったのを見て改心する。
タイガー
コリー。吠え声がモールス信号となっている。尾行も行う賢い犬。戦闘服を盗み出した。
スパイラル博士
専攻は不明。ローリアを連れてきた。戦闘服を研究・着用し、竜太郎と戦った。エゴイストであり、最後まで改心する事は無く、一人脱出を図るが、竜太郎の命令により自律戦闘で破壊を続ける改良型戦闘服と誤認され、戦車隊の集中砲撃により、死亡する。
ローリア
盲目の女性。超能力者で、テレパシー、透視が使える。スパイラル博士の切り札だったが、竜太郎の激しい怒りを感じ、発狂した。

### アルゴール
宇宙生命体最古の種族。地球誕生以来、その歴史を見守ってきた。モーゼやキリストをエリートにした。
初登場時は「宇宙人」。期間も「百万年」だった。

### エリート（ダンガー）
エルケーニッヒ・ダンガー
残忍で冷酷な性格。国際的犯罪者。
ジョンの超能力を解明しようとする（捕獲後は生きたまま解剖しようとした）。目的は世界（いずれは宇宙）を手にするため。
最初にフルネームが出た時はエルケ・ニッヒ・ダンガー。
超兵器の他、潜水艦、ブイトール機も所有している。
第1部では黒髪だったが、第2部では金髪になっている。
第2部ではエルケーニッヒ伯爵と名乗っている。
サイボーグであったが、どの段階からかは不明。

#### ダンガーの関係者等
第1部に登場したダンガーの部下（ダンガー党）は犯罪者・極悪人ぞろいである。第1部終盤では洗脳技術を使い、部下を増やしていた。
火村炎（ひむら ほのお）
第2部に登場。栄達を目論み、ダンガーに協力を買って出る。
元は新聞記者（毎朝新聞の外信部長）。捨てた妻との間に子供たちがおり、その真里奈と熱（あつし）の姉弟は翻意を促すべく、ダンガーの側近となった火村のもとを訪れるが、追い返される。（サンコミックス版では真里奈と熱の姉弟のエピソードは、すべてカットされている）
ドガ
第2部に登場。親衛隊長。ナイフ投げ、射撃の名手。
ザーニン
第2部に登場。死刑執行人。大男。素手では竜太郎よりも強い。

## エリートの能力
長所
潜在能力を引き出されており、超人的な能力を持つ。
竜太郎とダンガーは、知識・体力が強化されている。
ジョン坊やのみ、超能力に目覚めている。そのため、ダンガーはジョン坊やをつけねらう。
弱点
潜在能力を常時使用しているため、エネルギーの消耗が激しい。そのため、食事・睡眠が常人の倍（倍以上）必要となる。

## 超科学の産物

### 主人公側
戦闘用の強化服が4体ある。この他、ソロモン邸の地下室に巨大コンピュータ（竜太郎製作）がある。
最初の強化服
装甲は、特殊合金のハイポテンシャル鋼。気密になっており、弾丸や放射能も浸透しない。人工筋肉組織により、筋力を数十倍に増幅する。当初は百倍と呼称、後に数千倍と書かれる。ゴーグルは赤外線双眼鏡。重力発生装置を備え、飛行する事もできる。 酸素ボンベ、無線機、マイク（スピーカー）を内蔵。アンテナの先はサーチライトになっている。
CIAに奪われる。スパイラル博士が研究し着用、竜太郎と戦った。
改良型
強化服としての機能に加えて、竜太郎の音声による命令に従って自律行動ができる（ロボット化）。最初の強化服が奪われたため、急遽製作した。
ジュディの強化服
第2部に登場。素材等の詳細は不明。
特別製の強化服
第2部終盤に登場。竜太郎をして「この服を着る者は死神になる」と言わせた超兵器の塊である。竜太郎が今までに製作した強化服の能力に加えて、極限まで肉体をサイボーグ化したダンガーに対抗し得る攻撃能力を備えていることが説明されている。ダンガーを倒す最後の切り札として、竜太郎の怒りの感情を感知し、熱エネルギーに変えて放射する能力があるが、田中課長に見せたテスト段階でも、室内をまるで溶鉱炉のように変えてしまった。

### ダンガーの使用した武器
プラズマ・ガン
原子銃。イオンと電子を放つ。
ペンシルバニューム弾
超小型原爆。ライフルの弾丸と同じ外見で、ライフルから発射できる。日本国内でダンガーが4度使用し、自衛隊の一個師団が壊滅するなど、大被害を出している。
洗脳薬
2度注射する事により、ダンガーの人格が移植される。2回の間隔は30分空ける。
神罰光線
第二部「魔王ダンガー」に登場。ダンガーが手にした杖をふりかざすと、強烈な光線が天空から降ってきて相手を焼き尽くす。特別製の強化服に身を固め、乗り込んだ竜太郎のプラズマ銃を一瞬で蒸発させるが、その実体は衛星軌道からの光線兵器であり、杖は精密攻撃のための端末であった。
死者を甦らす奇跡
第二部「魔王ダンガー」に登場。ダンガーに怯え、恐怖のあまり逃げ惑う群集に踏み殺された哀れな男を、ダンガーは蘇生させ、民衆の前でダンガーに忠誠を誓わせた。これにより、民衆のダンガーに対する恐怖はカリスマへと転換し、ダンガーを支持する人々が続出した。無謀にも強化服の力でダンガーに挑み死んだジュディの遺体も奪われ、ダンガーによって蘇生された。だが、時がたつと甦った男も、再び死体と化し、ダンガーによる奇跡は何らかの方法で死体を生きているかのように動かし、演出されたものであることが暴露された。

## 他の平井和正作品との関係
8マン
警視庁の田中課長が登場する（直接の関係は語られていない）。作画も同じ桑田次郎。後述のソノシートに収録された主題歌もアニメ版と同じ作詞・作曲者。
超犬リープ
同時期に連載。作画も同じ桑田次郎。
サイボーグ・ブルース
超小型原爆（ペンシルバニューム弾）などのSF兵器を揶揄するシーンがある。
狼の怨歌（ウルフガイ・シリーズ第2作）
ドランケ大佐と同名の人物が登場。竜太郎の両親の運命（CIAに捕獲され、廃人）は、青鹿晶子の運命と相似。
人狼戦線（アダルト・ウルフガイ・シリーズ）
超小型原爆（ペンシルバニューム弾）と同じ性能の物が登場。
幻魔大戦
アルゴールとフロイ（小説版）の類似性。
超革命的中学生集団
作品の方向性こそ異なるものの、本作の設定のかなりの部分が用いられたハチャハチャ小説。

## ソノシート
本作はテレビ化（アニメ、実写とも）されなかったが、コダマプレスから主題歌、ドラマ「悪人ダンガーをやっつけろ!!」を収録したソノシートが発売されている（後のドラマCDの様な物）。
主題歌『エリートのうた』
- 作詞：前田武彦
- 作曲：萩原哲晶
- 歌：ザ・シャデラックス

声の出演
- 滝竜太郎：堀絢子
- エルケーニッヒ・ダンガー：高塔正康
- ジュディ・ソロモン：松尾佳子
- ジョン・コワルスキー：野村道子
- 田中課長：島宇志夫
- ナレーター：城達也

## 備考
- 桑田に『バットマン』を描かせるため、スケジュール調整として第1部が終了した。
- サンコミックス版で、平井は「本作は桑田の最高傑作」と断言している（初版は昭和43年（1968年3月27日））。